# Makolkol jezik
Makolkol jezik (ISO 639-3: zmh), donedavno živi jezik kojim je još (1988 SIL) govorilo sedam ljudi; godine 2009. i službeno je proglašen 'mrtvim'. Govorio se na poluotoku Gazelle u provinciji East New Britain u Bismarckovom arhipelagu, Papua Nova Gvineja.
Makolkol je jedini izumrli jezik skupine baining, ostalih pet živih jezika koji nose plemenska imena su pleme Uramät, jezik ura [uro]; Kairak jezik kairak [ckr]; Mali, jezik mali [gcc]; Kaket jezik qaqet [byx]; Simbali, jezik simbali [smg].

## Vanjske poveznice
- Ethnologue (14th)